# Bracon pinguis
Bracon pinguis är en stekelart som beskrevs av Papp 1998. Bracon pinguis ingår i släktet Bracon och familjen bracksteklar. Inga underarter finns listade.